# Septoria tritici
Septoria tritici o Mycosphaerella graminicola è una specie di fungo ascomicete della famiglia delle Mycosphaerellaceae. Parassita, causa la septoriosi delle piante di grano. L'agente patogeno provoca una delle più importanti malattie del grano.